# Barricade
«Barricade» — песня американской пост-панк группы Interpol, выпущенная 3 августа 2010 года как ведущий сингл к её четвёртому студийному альбому. Сингл «Barricade» вышел доступным путём платной загрузки через iTunes, а также на компакт-дисках с радио-версией песни.

## Музыкальный клип
27 августа 2010 года веб-издание Anthem Magazine выпустило музыкальный видеоклип на песню «Barricade» режиссёра Моха Азима (англ. Moh Azima).
Съёмки клипа проходили на территории аэропорта «Флойд Беннетт Филд» в Бруклине. В главных ролях выступили непосредственно сами музыканты группы Interpol — Пол Бэнкс, Дэниэл Кесслер и Сэм Фогарино (покинувший группу басист Карлос Денглер хоть и участвовал в записи четвёртого альбома и, соответственно, самой песни, но в съёмках клипа участие не принял). В клипе «Barricade» гитарист Дэниэл Кесслер и барабанщик Сэм Фогарино исполняют песню на лесной поляне, при этом каждый из них находится внутри плоской декорации, копирующей натуральный пейзаж — своеобразной преграде, под стать названию песни; вокалист Пол Бэнкс, тем временем, изображается как видеопроекция, падающая на женское тело.
| Мне нравится идея преград и то, что она может означать. В моём понимании, это нечто, что находится между вами и близким вам человеком и не позволяет выразить свои истинные чувства. Вы отрезаны, не можете воссоединиться, способны строить отношения лишь фальшивые, поверхностные и плоские. Я попытался выразить это визуально в данном клипе. Оригинальный текст (англ.)I like the idea of barricades and what it could mean. To me, in this context, it’s something that exists between you and someone close to you that doesn’t allow you to share your true feelings. You’re removed from the moment, unable to connect, rendering the relationship false, superficial and two-dimensional. I tried to convey that visually in this video. — Мох Азима, режиссёр клипа. |